# Kreismuseum Grimma

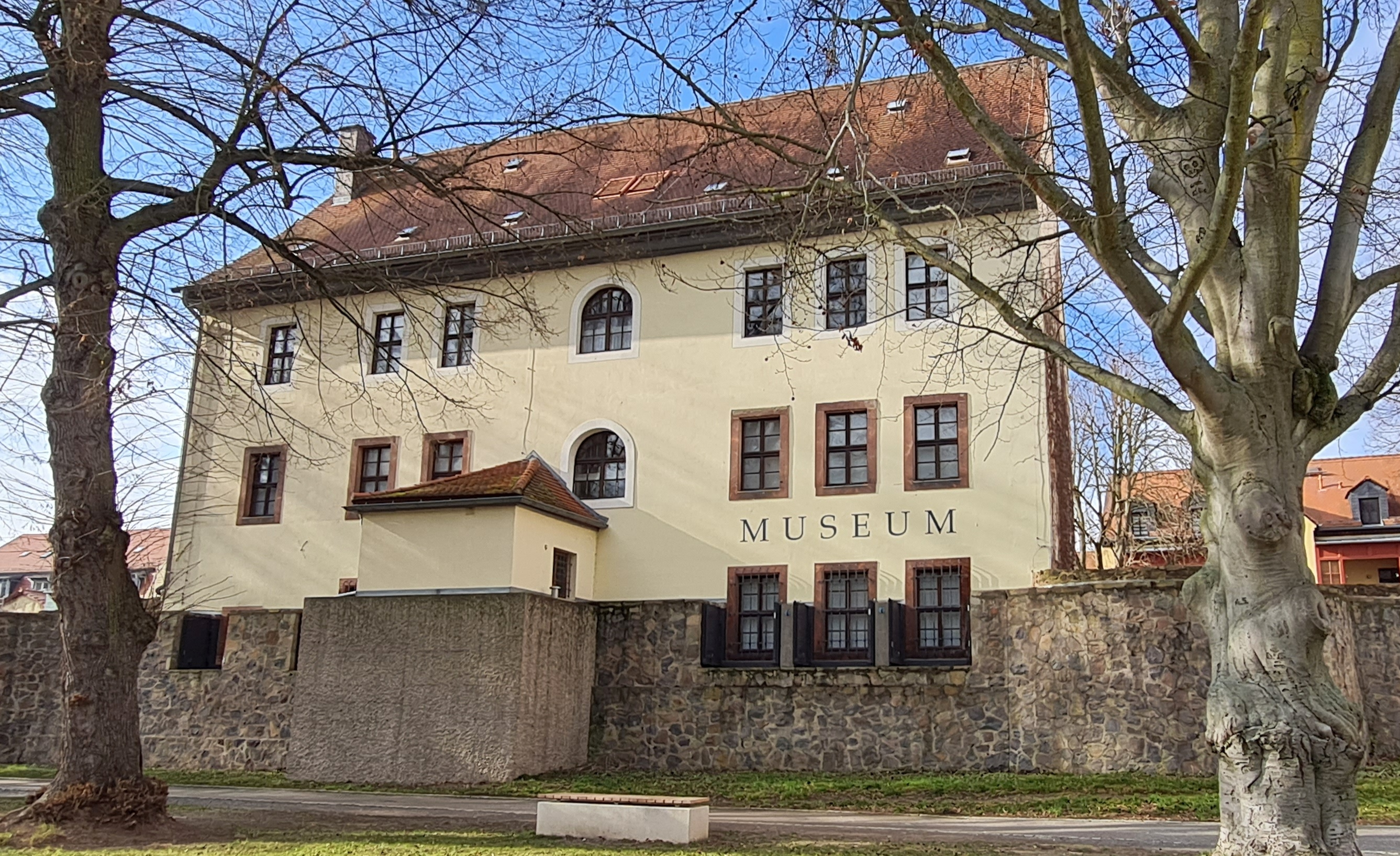
Kreismuseum Grimma (Ostseite)

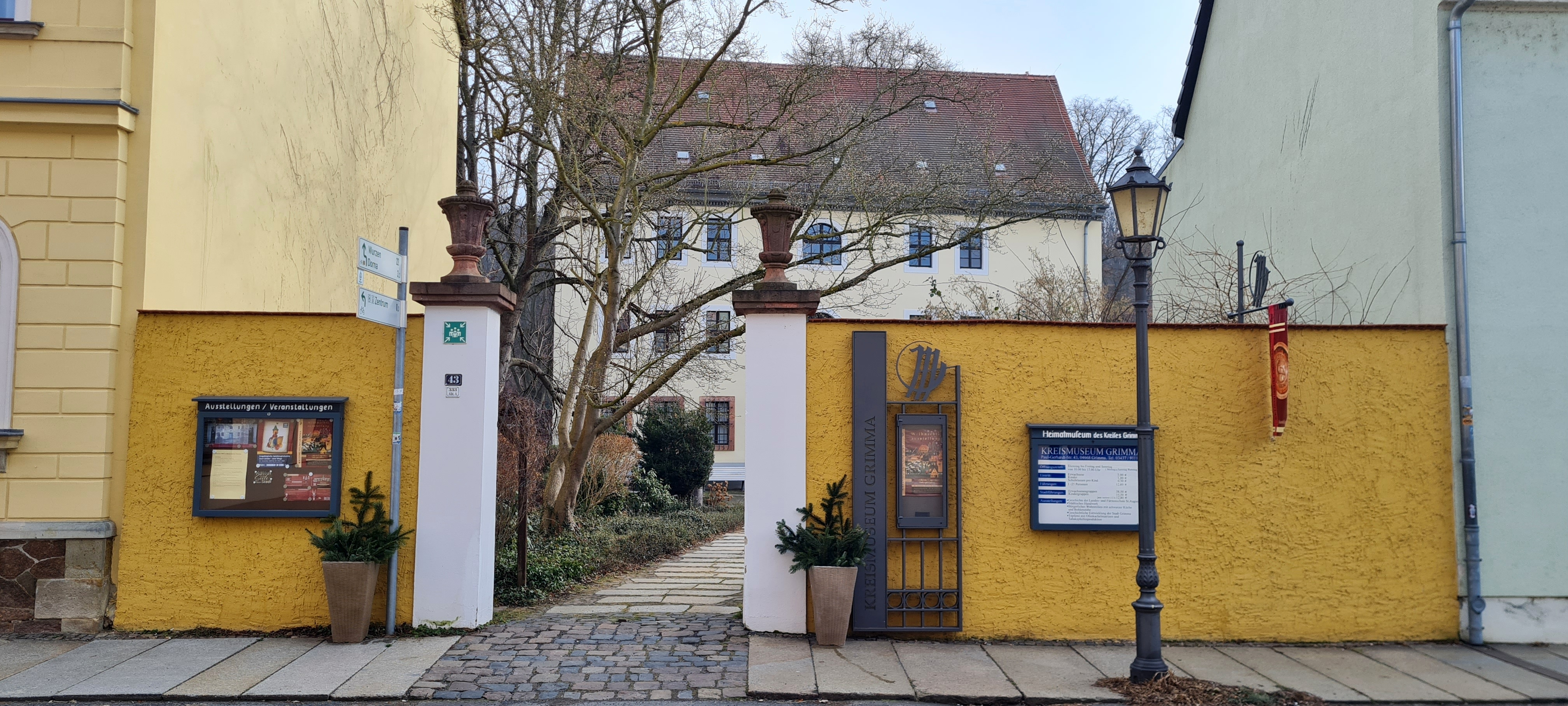
Kreismuseum Grimma (Westseite mit Toreinfahrt)

Das Kreismuseum Grimma ist ein 1901 eröffnetes Museum in Grimma im Landkreis Leipzig. Es befindet sich im Haus Paul-Gerhardt-Straße 43, einem der geschichtsträchtigen Baudenkmäler der Stadt Grimma.

## Gebäude
Im Mittelalter gehörte das heutige Gelände des Museums zum Augustinerkirchhof. Die ehemalige Klosterkirche der Augustiner-Eremiten neben dem Museum prägt noch heute das Stadtbild. 
Nach der Reformation richtete hier Magdalena von Staupitz auf Bestimmung der Visitatoren im Jahre 1529 die erste Mädchenschule der Stadt ein. Magdalene war die Schwester des Theologen und Generalvikars der Augustiner Johann von Staupitz. Sie gehörte zu den Nonnen, die in der Osternacht im Jahre 1523 aus dem Kloster Nimbschen flohen. Das Gebäude der Mädchenschule wurde im Laufe der Jahrhunderte mehrfach neu- und umgebaut. Das heutige Gebäude wurde 1817 errichtet und erhielt sein derzeitiges Aussehen 1841 beim letzten großen Umbau. Mit der Eröffnung der Bürgerschule 1885 übersiedelte die Mädchenschule in ein neues Gebäude am Wallgraben.
Das Haus ist heute ein Kulturdenkmal, dazu gehörten auch die Toreinfahrt zum Grundstück und verschiedene Spolien (unter anderem ein Steinkreuz) im Garten. Das Ensemble wird als ortshistorisch und sozialgeschichtlich bedeutsam eingeschätzt. Es ist dreigeschossig mit einer Putzfassade. Die Fenstergewände im Erdgeschoss sind aus Rochlitzer Porphyr gefertigt. Die Haustür stammt von etwa 1840.

## Museumsgeschichte

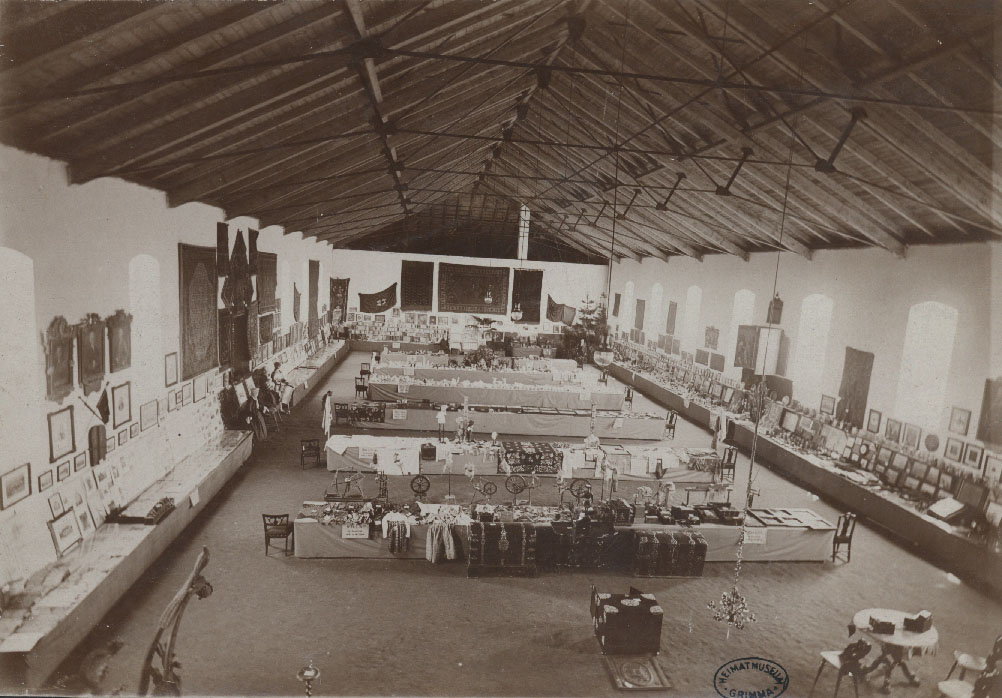
Altertumsausstellung im Sommer 1900

Die Einrichtung eines Museums in der Stadt Grimma resultiert aus einer Altertumsausstellung in der Reithalle des Husarenregiments im Sommer 1900. Geschichtsinteressierte Bürger hatten zu dieser Präsentation aufgerufen. Sie trugen Gegenstände des häuslichen, gewerblichen und wirtschaftlichen Gebrauchs zusammen und gründeten im Oktober 1901 den Geschichts- und Altertumsverein. Die Stadtverwaltung stellte dem Verein kostenlos Räume in der ehemaligen Mädchenschule (dem heutigen Museum) zur Verfügung. Zunächst waren es nur die beiden Räume im Erdgeschoss, drei Jahre später kam das gesamte erste Stockwerk dazu. Erster Leiter des Museums war von 1901 bis 1908 Georg Wilke (1859–1938). Von 1951 bis 1955 leitete Renate Sturm-Francke das Museum, von 1972 bis 1992 Rudolf Priemer.

## Sammlungen

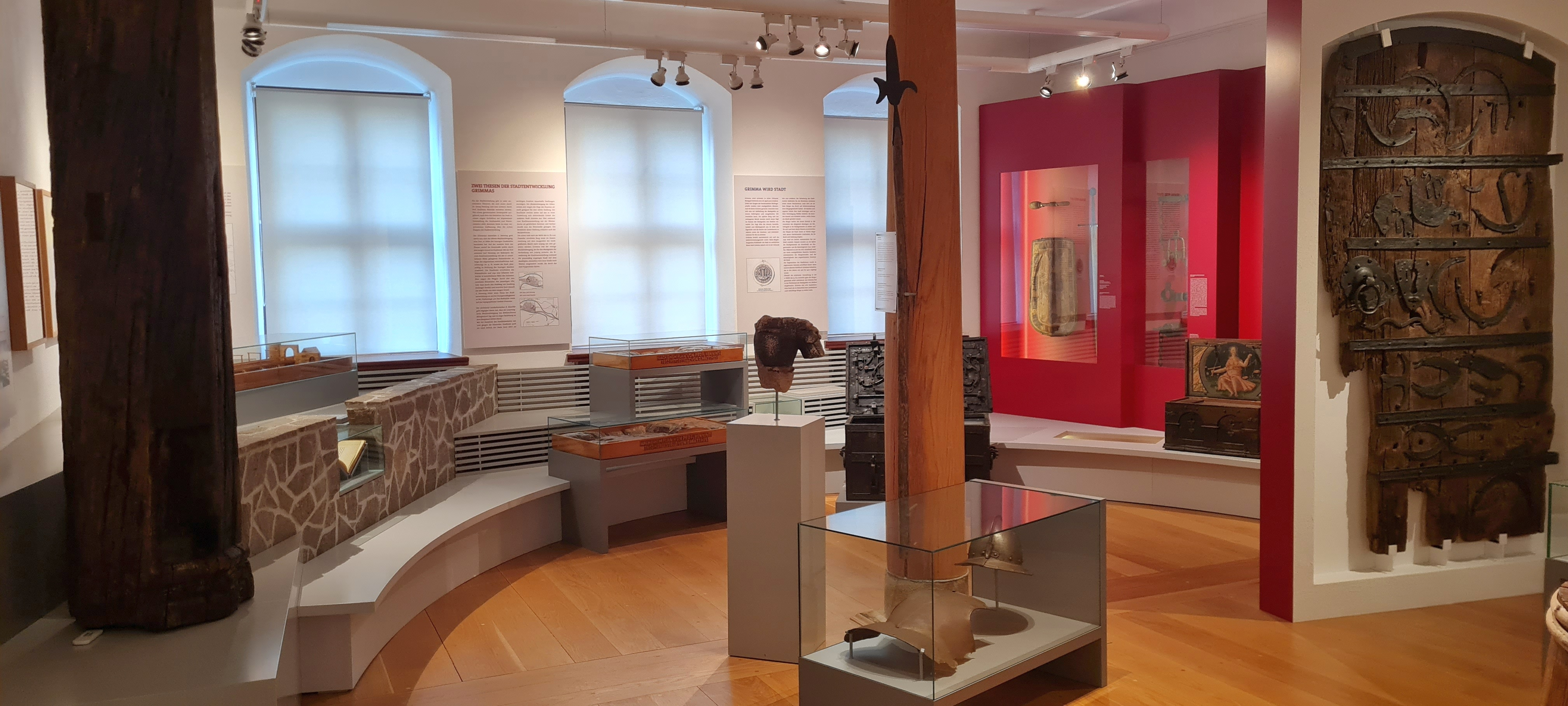
Ausstellungsraum „Stadtgeschichte“

Die Sammlung wuchs durch reiche Schenkungen sowie rege Ausgrabungstätigkeiten der Vereinsmitglieder rasch an. Heute besitzt das Museum ca. 27.000 Musealien aus dem Kreis Grimma sowie eine regionalgeschichtliche Fachbibliothek mit 10.000 Büchern und Schriften. Die Bestände reichen von der Ur- und Frühgeschichte bis in die Neuzeit. Schwerpunkte der Sammlungen liegen bei der geschichtlichen Entwicklung der Stadt, den verschiedenen Handwerken, der Geschichte der Fürsten- und Landesschule zu Grimma sowie der Geschichte des Königlich Sächsischen 2. Husaren-Regiments Nr. 19 in Grimma. Ein besonderes Ausstellungsstück ist ein um 1740 gefertigter Schuh, der von der Klosterschänke Nimbschen als ehemaliger Schuh von Katharina von Bora (1499–1552) vermarktet wurde.
Kostbarkeiten sind weiterhin die überregionale Grafiksammlung, eine Militariasammlung, kunsthandwerklich bedeutende Textilien, Gläser, Porzellan und Zinngegenstände. Die Schwerpunkte der Sammlungserweiterung liegen bei stadtgeschichtlichen, historisch relevanten Objekten, aber auch bei Zeugnissen der dörflichen Volkskultur. Weiterhin ist das Museum bemüht, die Bibliothek, das Archiv sowie die Foto- und Grafiksammlung mit regional bedeutenden Objekten zu vervollständigen.

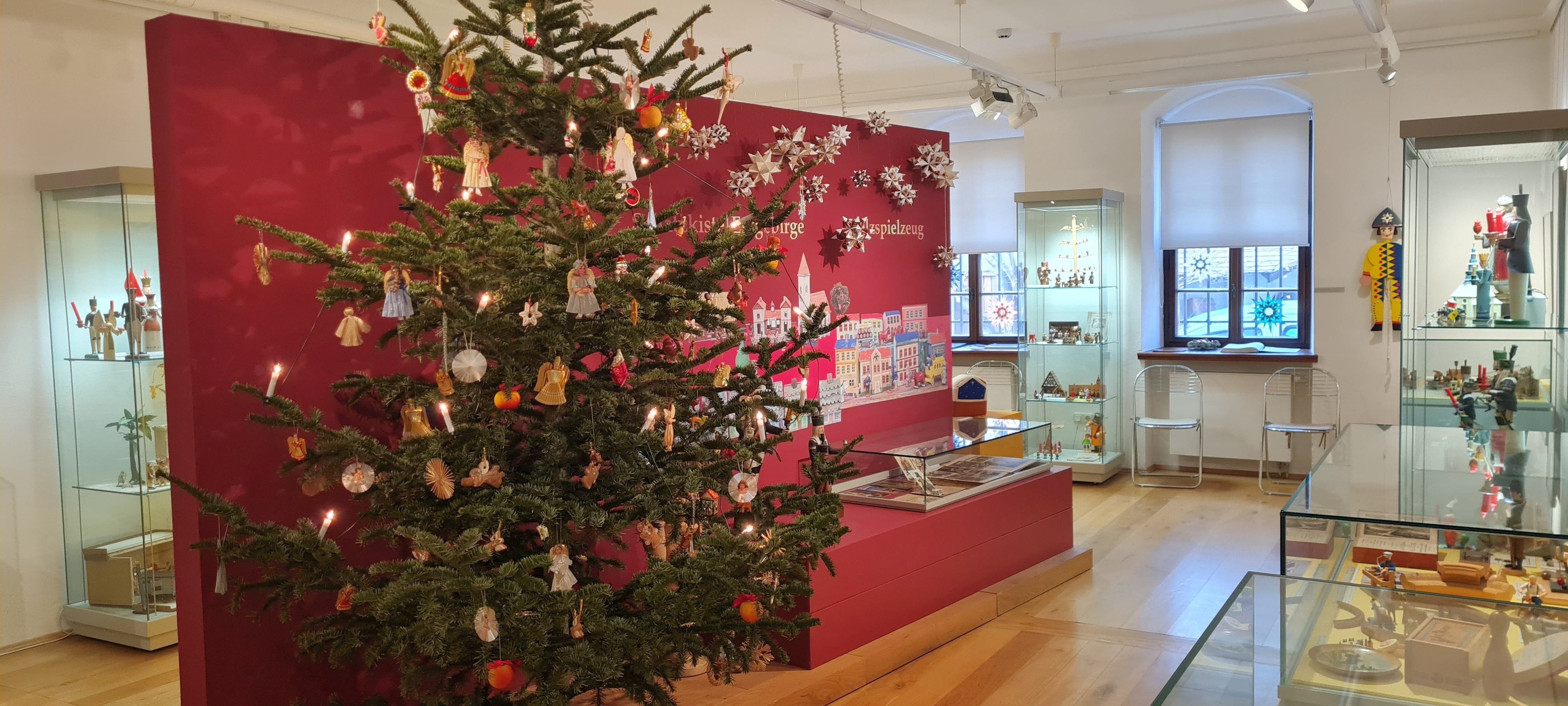
Sonderausstellung „Schatzkiste Erzgebirge – Holzspielzeug aus der Sammlung Norbert Kutta“ 2024/25

Im Erdgeschoss gibt es einen Raum für Sonderausstellungen. Vergangene Sonderausstellungen befassten sich unter anderem mit den Themen „Als in Grimma das Gewerbe blühte“, „Feste schießen und Feste feiern“, „Der Erste Weltkrieg im Muldental“ sowie „Flucht Vertreibung Integration“. Dazu kommen Einzelausstellungen bekannter Künstler wie Horst Georg Skorupa, Kurt Feuerriegel, Gerhard Weber, Adolf Bleichert und Günter Ketelhut. Außerdem finden regelmäßige Ausstellungen zu weihnachtlicher und österlicher Volkskunst statt.
Das Museum besitzt eine umfangreiche Fachbibliothek mit einem Gesamtbestand von ca. 10.000 Büchern und Broschüren vorwiegend aus den Bereichen Stadt- und Regionalgeschichte, sächsische Geschichte, Kultur- und Kunstgeschichte, religiöse Schriften sowie eine Reihe Fachliteratur zum Korbhandwerk. Besonders wertvoll ist ein kleines, handgeschriebenes Pestbüchlein aus dem 16. Jahrhundert, das die Namen aller bei der Pest in Grimma im Jahre 1566 Verstorbenen enthält. Martin Luthers Kirchenpostille aus der Werkstatt von Hans Lufft sowie der Codex Augusteus gehören ebenfalls zu den herausragenden Werken. Wichtige Nachschlagewerke sind beispielsweise das Staats-, Post- und Zeitungslexikon von Sachsen von August Schumann oder das Künstlerlexikon von Thieme-Becker. In der Bibliothek befinden sich auch alte, in der Stadt Grimma erschienene Zeitungen, angefangen von der ersten Ausgabe des Grimmaer Wochenblatts für Stadt und Land vom 2. Januar 1813 bis zum Regionalteil der heutigen Leipziger Volkszeitung. Der Archivalienbestand ist digitalisiert. Die Bibliothek ist nicht öffentlich, aber nach Voranmeldung nutzbar. Ein Leseraum steht zur Verfügung.

## Galerie

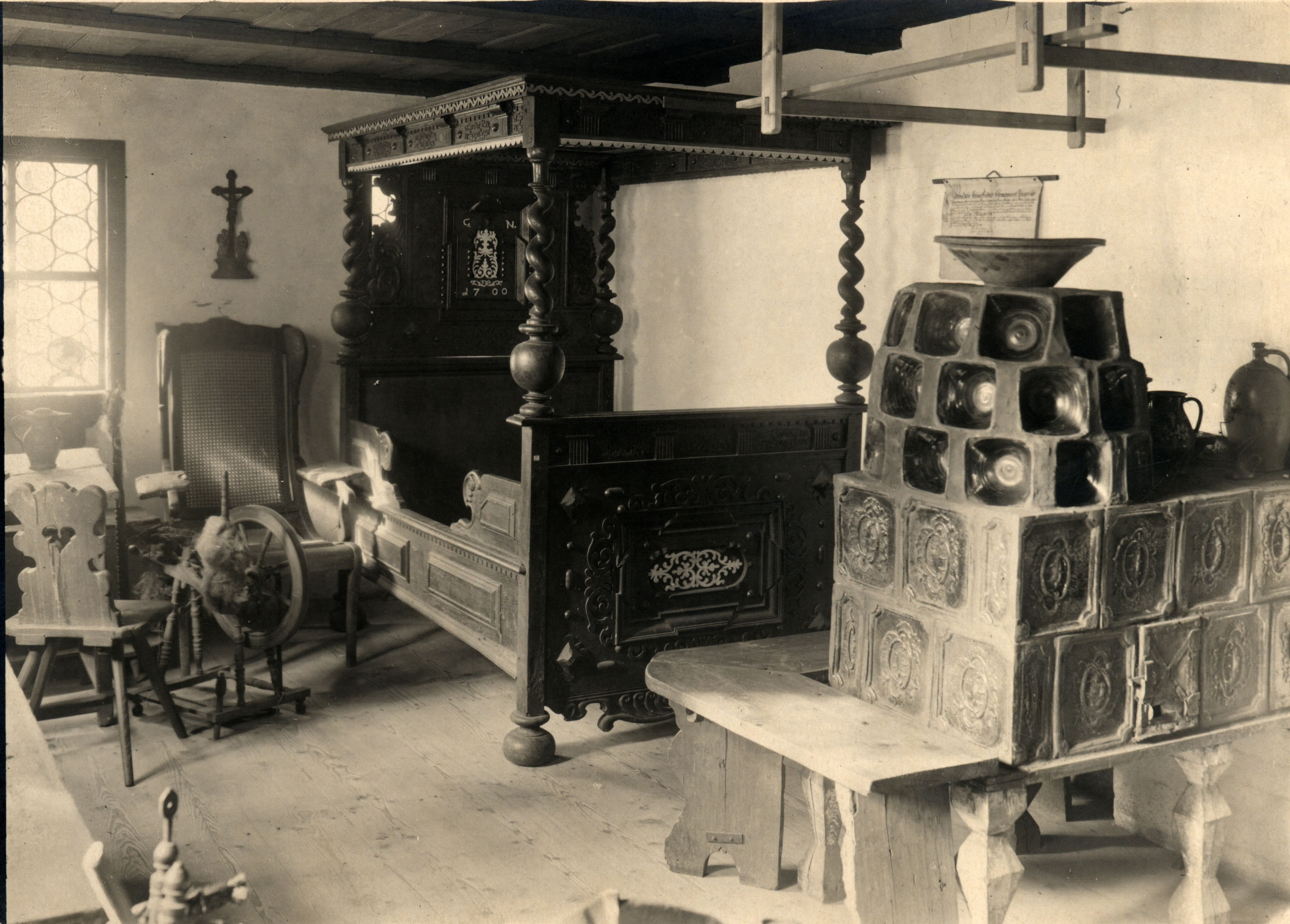
Bauernstube der Ausstellung um 1920
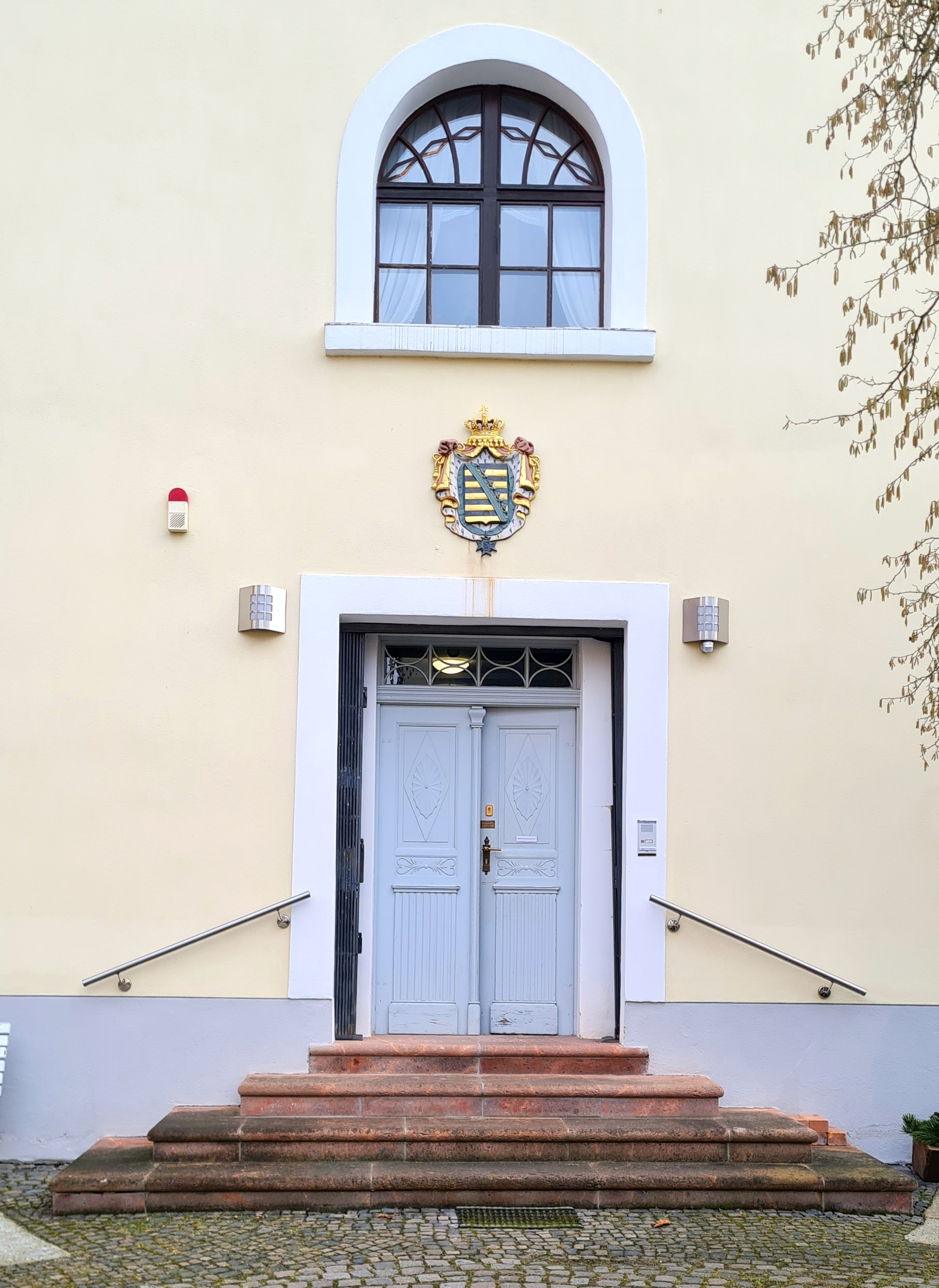
Eingang
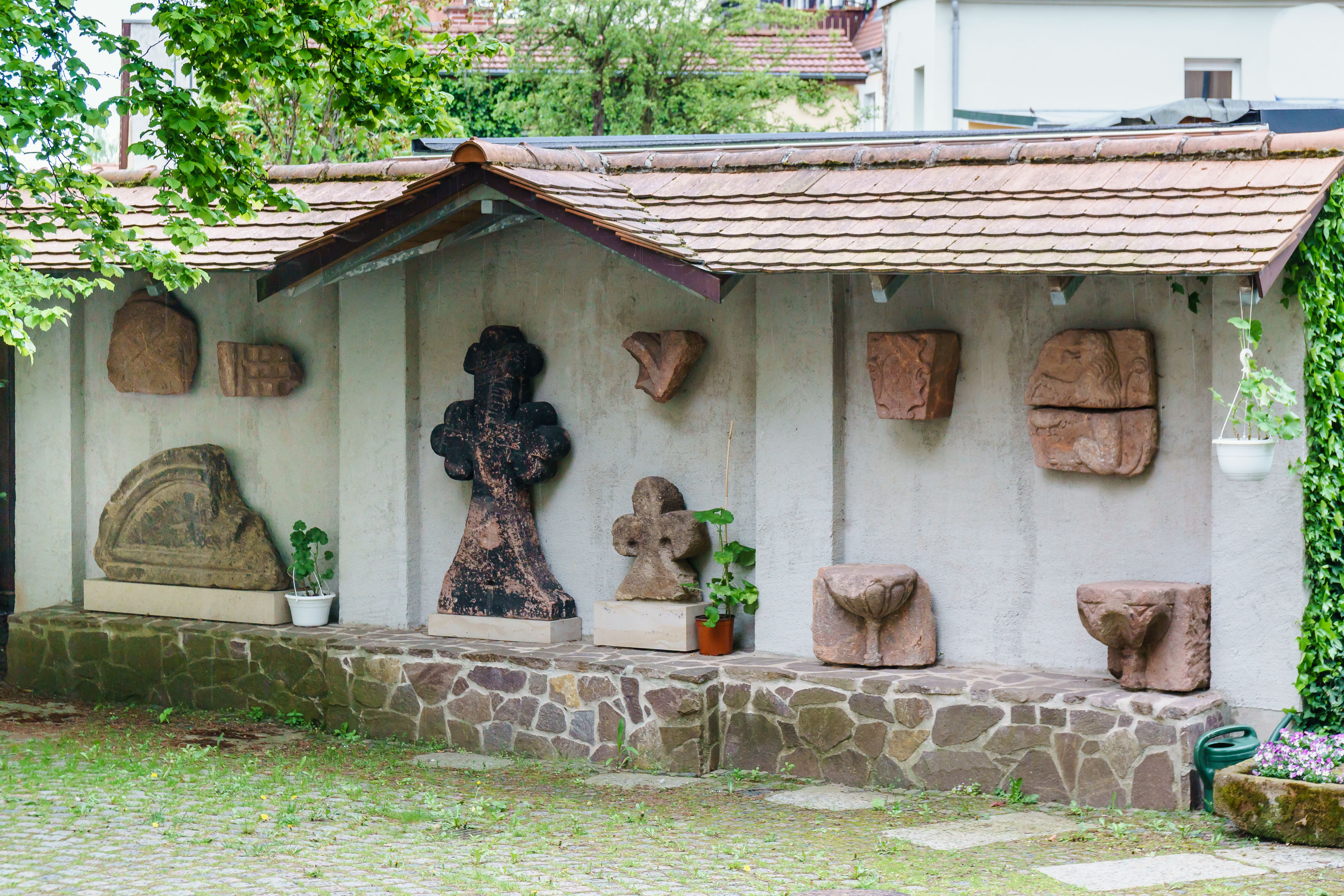
Lapidarium im Außenbereich
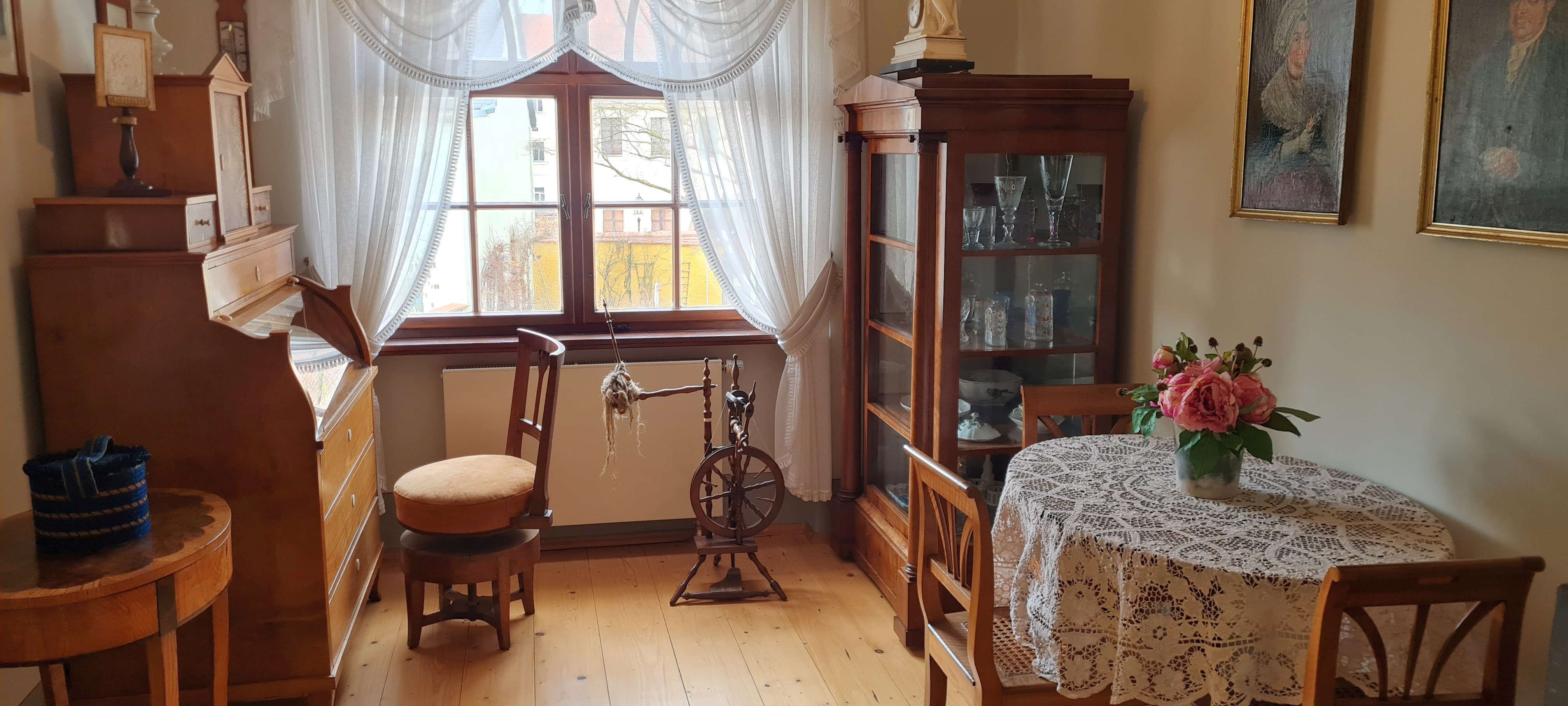
Biedermeierstube
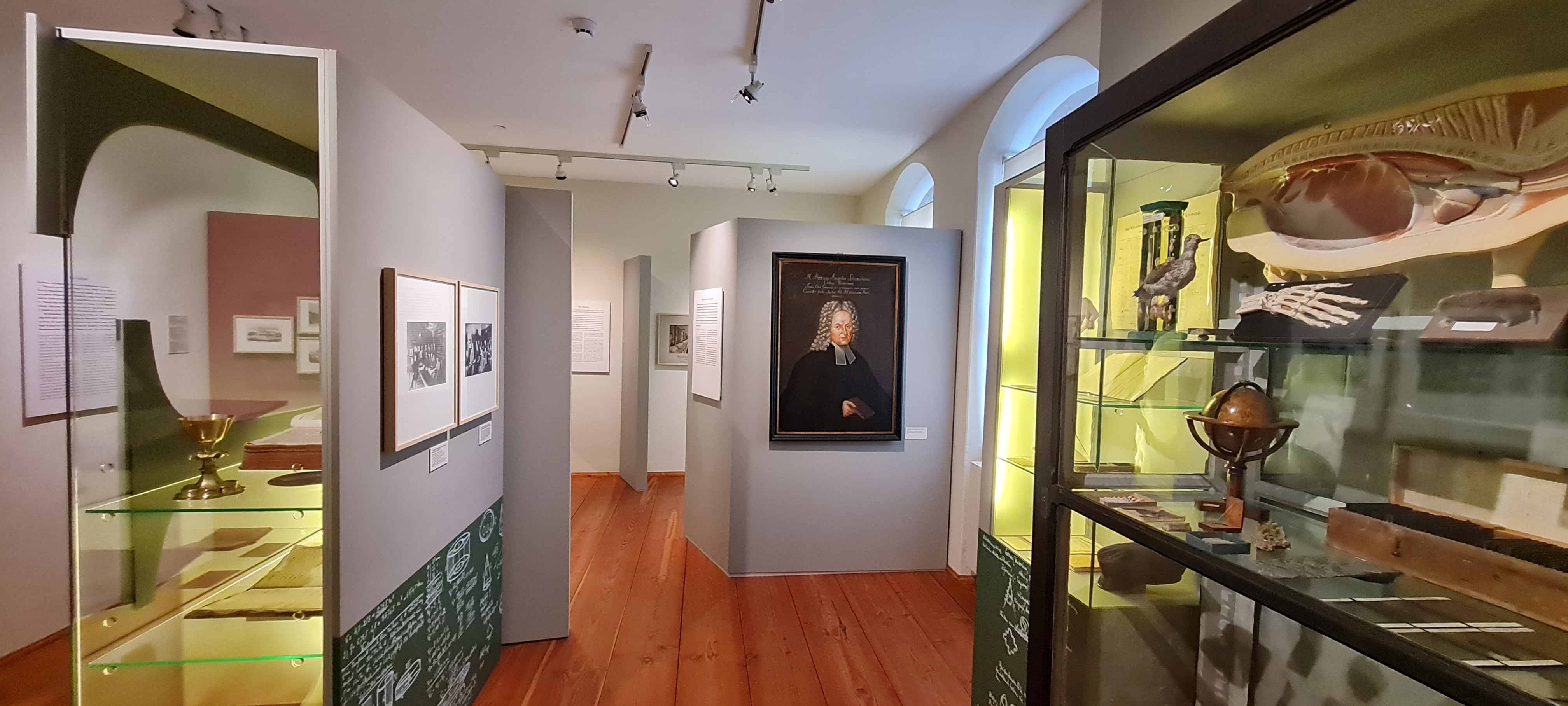
Ausstellung zur Fürsten- und Landesschule zu Grimma

## Publikationen
- Peter Fricke: Feste schießen und Feste feiern. Schützenscheiben aus Grimma. Begleitheft zur Ausstellung. Hrsg.: Kreismuseum Grimma. Grimma 2017, DNB 969414919.
- Peter Fricke: Die Fotografen der Stadt Grimma 1843 bis 1945. Begleitheft zur Ausstellung „173 Bilder aus Licht – aus der Sammlung Photo-Pippig“. Hrsg.: Kreismuseum Grimma. Grimma 2016, DNB 1219937541.
- Jonas Flöter: Erziehung zur Elite. Die Fürsten- und Landesschulen zu Grimma, Meißen und Schulpforte um 1900. Begleitheft zur Ausstellung. Hrsg.: Kreismuseum Grimma. Leipziger Universitätsverlag, Leipzig 2003, DNB 969414919.
- Marita Pesenecker, Jonas Flöter: Grimma: Flutbilder – Bilderflut. Hrsg.: Kreismuseum Grimma. Leipziger Universitätsverlag, Leipzig 3. Februar 2003.